# Bisbat d'Alès
El bisbat d'Alès (francès: Diocèsed'Alais; llatí: Dioecesis Alesiensis) és una seu suprimida de l'Església Catòlica a França.

## Territori
La diòcesi incloïa part del Llenguadoc. Limita al nord amb la diòcesi de Mende, a l'est amb la d'Usès, al sud amb les diòcesis de Montpeller i Nimes, i a l'oest amb les diòcesis de Lodeva, Vabres i Rodez.
Seu episcopal era la ciutat d'Alès, a l'actual departament de Gard, on l'església de Sant Joan Baptista servia de catedral.
El 1744, la diòcesi comprenia 80 parròquies, subdividides en 7 arxiprestats : Alès, Anduze, Meyrueis, Lasalle, Saint-Hippolyte, Sumène i Le Vigan.
Al segle xviii, a la diòcesi, es van instaurar dues abadies benedictines, Cendras i Saint-Pierre de Sauve, i un priorat cistercenc, Sant-Étienne de Tornac. L'abadia femenina de Santa Chiara existia al poble d'Alès des del segle xiii.

## Història
En el període merovingià, al territori d'Alès, es va erigir la diòcesi d'Arisitum, que va sobreviure fins al segle vii i posteriorment va ser annexada a la diòcesi de Nimes.
Després de l'Edicte de Nantes, els hugonots van refugiar-se a Alès com a plaça de seguretat que se'ls hi va garantir. La Convenció d'Alès el 29 de juny de 1629, va posar fi als privilegis dels hugonots i, després de la pau d'Alais, van haver d'abandonar la ciutat. Per enfortir i consolidar la presència catòlica al territori, el rei Lluís XIV de França i el bisbe EspritFléchier de Nimes van proposar la creació de la diòcesi, que fou constituïda per segona vegada el 17 de maig de 1694 amb la butllaAnimarumzelus del Papa Innocenci XII, obtenint el territori de la diòcesi de Nîmes. Era sufragània de l'arxidiòcesi de Narbona. Els límits foren: al nord el bisbat de Mende, a l'est el bisbat d'Usès, al sud el bisbat de Nimes, i a l'oest els bisbats de Lodeva, Vabres i Rodès.
El primer bisbe va ser François Chevalier de Saulx, ex vicari de la diòcesi de Nimes, qui havia estat enviat des de 1687 per combatre l'heretgia i evangelitzar el territori d'Alès. El 1733, el bisbe Charles de Bannesd'Avejan va fundar un col·legi eclesiàstic a la ciutat episcopal, que també va servir com a seminari.
La diòcesi va ser de curta durada. De fet, va ser suprimida després del concordat amb la butlla Qui Christi Domini del Papa Pius VII del 29 de novembre de 1801 i el seu territori incorporat al de les diòcesis d'Avinyó i Mende. El 6 d'octubre de 1822, el territori de l'antiga seu d'Alès va passar a formar part de la diòcesi restaurada de Nimes.
A partir del 27 d'abril de 1877 els bisbes de Nimes porten el títol de la diòcesi suprimida d'Alès.

## Cronologia episcopal
- François Chevalier de Saulx † (17 de maig de 1694 - d'octubre de 1712 mort)
- Louis François-Gabriel de Henin-Liétard † (28 d'abril de 1713 - 27 de maig de 1720 nomenat arquebisbe d'Embrun)
- Charles de Bannes d'Avejan † (16 de juny de 1721 - 23 de maig de 1744 mort)
- Louis-François de Vivet de Montclus † (18 de desembre de 1744 - 21 de juliol de 1755 mort)
- Jean-Louis du Buisson de Beauteville † (16 de febrer de 1756 - 25 de març de 1776 mort)
- Pierre-Marie-Madeleine Cortois de Baloré † (20 de maig de 1776 - 20 de juny de 1784 renuncià)
- Louis-François de Bausset-Roquefort † (25 de juny de 1784 - 1801 renuncià)